# La Llave (Argentina)
La Llave es una localidad y distrito ubicado en el departamento San Rafael de la provincia de Mendoza, Argentina
La principal villa del distrito se llama La Llave Nueva, en contraposición a La Llave Vieja, nombre del primer asentamiento. Se encuentra en la intersección de la Ruta Nacional 146 y la Ruta Provincial 160, 2 km al sur del río Diamante y 1 km al norte del río Atuel.
En primer lugar se pobló la zona conocida como La Llave Vieja, con europeos atraídos por el fomento a la inmigración. No obstante el principal impulso vino cuando Alfredo Israel loteó la zona adquirida previamente a Monte Comán Company; a su vez Emilio Civit compró parte de estas tierras y creó la compañía de irrigación y tierras de Mendoza, para luego fundar Colonia La Llave. Además de contar rápidamente con canales de riego se vio favorecida por la llegada del ferrocarril, una de las 7 estaciones del tramo San Rafael - Monte Comán.
La principal actividad económica son la agricultura y agroindustria, destacándose el empacado y desecación de frutas, elaboración de vinos y la apicultura. Otras actividades importantes son los tambos y la ganadería intensiva.

## Toponimia
El campo adquirido por Don Nicolás Marzola en 1860, de 15.000 ha. aproximadamente, era conocido con el nombre de Corral de la Llave, por tener un puesto con esta forma. El nombre original devendría de una fortificación indígena con forma de llave que protegía a los nativos de las belicosas tribus del Sur. El nombre de este campo sirvió para denominar el distrito, a pesar de que en 1953 el gobernador de la provincia lo denominó Rodolfo Iselín, con carácter imperativo, desoyendo el sentimiento de sus habitantes que han continuado fieles a la denominación original.

## Geografía
El distrito de La Llave tiene una superficie de 355 km² y en 2010 se habían censado 1.676 habitantes en el aglomerado urbano. 
Limita con los siguientes distritos: al norte con Cuadro Nacional, al sur con Cañada Seca, al oeste con Cuadro Nacional y Goudge, y al este con Monte Comán. Dividido por el río Diamante en dos sectores, el norte es conocido con el nombre de Llave Vieja y el Sur se denomina Llave Nueva.

## Historia

### Primeros propietarios deLa Llave Vieja
Los primeros propietarios de tierra de la Llave Vieja fueron los señores Agustín Reynols y Nicolás Marzola. Reynol poseía en 1860 el sector oeste con una superficie de 3.959 ha. Es un paño de tierra rectangular de 10.000 metros de sur a norte, por un ancho de 3.760 metros sobre la costa del río Diamante. Heredadas por Saturnino y Remigio Reynols, una parte fueron vendidas al Sr. Arcadio Calderón en 1879, quien las vendió a Jacinto y Agustín Álvarez. El resto, propiedad de los herederos de la familia Reynols, fue adquirida por Ramón Videla, Juan Huysken y Bernardino Izuel.-
En el año 1900 estas tierras eran propiedad de Elina, Jacinto y Agustín Álvarez que el 2 de junio de 1911 las venden a la Sociedad J.B. Cornú, Alberto Herrero y Javier Laurenz. La mensura y loteo de este inmueble fue aprobado en 1912, mostrando el plano 77 parcelas de 10 a 103 Ha.Ese año J.B. Cornú vende su parte a Domingo Isthilart y Agustín Albors.
Posteriormente adquieren estas parcelas los señores Francisco Sánchez, Casiano Rentería, Valentín Llana, Francisco Equiazú, Ramón Álvarez, Javier Laurenz (h), Joaquín Ayesterán, León Pagola, Libiado Llama, Wilfredo Sola, Arturo de Sel, Adela González y Valentín Velazco.
Las 6.000 ha del sector este de la Llave Vieja fueron adquiridas en remate público el 20 de noviembre de 1860 por Don Nicolás Marzola, Formaban parte de un campo mayor de 15.000 ha conocido con el nombre de Corral de la Llave, que se extendía al este hasta el Campo Rincón Grande. Adquirido en 1867 por César Palacios, lo vende en 1889 a Emilio Godoy, Félix Rojas y Ramona J.Vega.-

### Primeros Propietarios deLa Llave Nueva
El primer propietario legal de las tierras del distrito de La Llave Nueva fue el cacique Vicente Goico, quien en mayor extensión las vende el 11 de mayo de 1825 al oficial del fuerte de San Rafael Don Ángel Báez. Pocos días después el 17 de mayo, las mismas son adquiridas por el poeta mendocino Juan Gualberto Godoy, quien a su vez las vende el 26 de julio al médico escocés Yohn Guillies, quien había integrado la armada británica contra Napoleón. Un año después el 27 de julio de 1826 estas tierras pasan a manos de la Sociedad Brown Buchanam y Cía. capitalistas escoceses que aportaron el capital necesario para que los anteriores propietarios actuaran como testaferros. A mediados de siglo esta sociedad construye precarias instalaciones para vender la madera de la zona. Al morir Buchanam, sus herederos constituyen la Monte Cuman State Compay Limited en 1889, sociedad que comienza a administrar la estancia "Monte Cuman", actualmente "Los Amigos ubicada en el vecino distrito de Goudge. El 12 de julio de 1907 Don Alfredo Israel adquiere las 105.200 Ha.que tenía la sociedad, actuales distritos de Goudge, Real del Padre y los sectores ubicados al sur del Río Diamante de La Llave y Monte Comán.-

### Venta de tierras de La Llave Nueva
El 15 de agosto de 1911 la Compañía de Irrigación y Tierras adquiere 75.372 ha a Don Alfredo Israel en la suma de 4.5000.000 pesos nacionales. Este inmueble constituye hoy La Llave Nueva y las tierras sin cultivar que se encuentran al este y sur del pueblo de Monte Comán. Entre diciembre de 1913 y los primeros meses del año siguiente son vendidos algunos terrenos. El 24 de mayo de 1914 la Compañía realizó el remate por intermedio de Roberto Saravia y Cía. La operación tuvo una base 300 pesos la ha de las chacras y 400 pesos la ha de las fincas.
La Compañía de Irrigación y Tierras vendió el 31 de diciembre de 1924 a las Sociedades Anónimas "Banco Francés del Río de la Plata" y "Banco Español del Río de la Plata" 71.545 ha de las cuales 62.000 ha tienen derecho de agua eventual. En 1925 Don José Gelmal remató las 782 ha que había adquirido cinco años antes.-

### Mensura
La Compañía de Irrigación y Tierras que había adquirido estas tierras en 1911 diseñó el plano e hizo parcelar las tierras de la llave Nueva por el ingeniero Juan Babacci, tomando como eje la estación ferroviaria que fue denominada "La Llave" por decreto del 29 de enero de 1913 y "Rodolfo Iselín" por decreto de 1928.-

### El ferrocarril
La línea férrea que partiendo de Monte Comán se extiende hasta Goudge fue librada al servicio público el 10 de agosto de 1912, denominando a la estación ferroviaria con el nombre de "La Llave" por decreto del 29 de enero de 1913 y "Rodolfo Iselín" por decreto de 1928.-

### Instituciones y comercios
El 8 de junio de 1917 comenzó a funcionar la Escuela Saturnino de la Reta.- En 1920 el administrador de la Compañía de I. y Tierras es el agrimensor Simón Camín. En 1921 se construye el puente nacional sobre el río Diamante y en 1926 Don José Vela funda un aserradero cerca de la estación ferroviaria, llegando a industrializar más de 40.000 álamos por año.-
Por ordenanza 154 del 17 de abril de 1928 se concede a los señores Waldemiro Bifani y Simón Camín el derecho de explotar un matadero, con destino al sacrificio y faenamiento de reses que se consumirán en Goudge, Monte Comán y La Llave. Habilitándose recién en 1930 tuvo como médico veterinario al Dr. Rodolfo Katzer.
En 1929 los comercios existente son de Colino Hnos., Lara Hnos, Julio Abdala, Pedro Carballo, Julio Guirala, Julio Abraham, Amador García, Abdom Ruston, Dalmacio Izquierdo y Luciano Debón. Las principales fincas pertenecían a José Gelman, Nicolás E. Colomer, José Carmona, Juan Rubio, Marcos Casado, Félix Dabena, Antonio Giunta, Ángel Ceciali, Antonio Latorre, Juan Martínez, Esteban Virulón, Juan Casado, Rafael Peré, Antonio Castillo, Ramón Álvarez, Santiago Martín, Ernesto y Francisco Difabio, Martín Casado, Celestino Berbel, Luciano Radelle, Francisco Sandobal, Ruis Hnos., Miguel Ruiz, Cinecio Cuello, Atorrasagasti Piaza y Cía., Lackman y Koenecke. Apicultores son los señores Nicolás Chaponikoff y R. Álvarez.
En 1931 se construyen dos caminos de tierra a San Rafael. Uno por Colonia Elena a cargo de ingeniero Fidanza y el otro por Goudge dirigido por el ingeniero Lipchitz.
En 1939 se nombra la Comisión de Fomento constituida por Aníbal Civelli como presidente, Segundo Araujo como Secretario y Gonzalo Colino es el tesorero, vocales son los señores Sarguiotti y Meinieri.